# Kompuntshokka
Kompuntshokka är en kulle i Finland. Den ligger i Utsjoki kommun i landskapet Lappland, i den norra delen av landet, 1 000 km norr om huvudstaden Helsingfors. Toppen på Kompuntshokka är 360 meter över havet. Kompuntshokka ingår i Paistunturit.
Terrängen runt Kompuntshokka är platt åt sydost, men åt nordväst är den kuperad. Trakten runt Kompuntshokka är nära nog obefolkad, med mindre än två invånare per kvadratkilometer. Det finns inga samhällen i närheten. Omgivningarna runt Kompuntshokka är i huvudsak ett öppet busklandskap.